# بسام بونني
بسام بونني، صحفي تونسي عمل في العديد من الصحف والقنوات العربية والمحلية والدولية كمراسل، ويشغل حاليا خطة مراسل صلب هيئة الإذاعة البريطانية بي بي سي، في شمال إفريقيا. كان أول صحفي يدخل بوابة باب الهوى الحدودية بين سوريا وتركيا وكما كان من بين الأوائل الذين دخلوا إلى مدينة الرقة السورية بعد سيطرة الجماعات المسلحة عليها.

## مسيرته
بسام من مواليد 5 فبراير 1981 بمدينة فانسان (فرنسا) أصيل مدينة منزل تميم (ولاية نابل) تحصل على أستاذية في الصحافة من معهد الصحافة وعلوم الإخبار عام 2003 وحاصل على شهادة الدراسات المعمقة في الجيوسياسة (جامعة مارن لا فالي الفرنسية - 2004). بدأ حياته الصحفية في عدد من الصحف التونسية ومقدما للأخبار بالإذاعة التونسية الدولية الناطقة بالفرنسية عام 2002، عمل باحثا متدربا بمركز الدراسات والوثائق الاقتصادية والقانونية والاجتماعية سنة 2005 بالقاهرة قبل أن يلتحق بقناة الجزيرة. انتقل بعدها إلى قناة سكاي نيوز عربية سنة 2012 وكان ضمن فريقها المؤسس، ثم إلى قناة بي بي سي مراسلا لها بمنطقة شمال إفريقيا عام 2018، غطى معظم ثورات الربيع العربي، غطى انتخابات الرئاسة الأمريكية لسنتي 2012 و2016، كتب في الصحف العربية والدولية، وكان له عمود أسبوعي في صحيفة «الموقف» إبان حكم زين العابدين بن علي إضافة إلى عمود أسبوعي آخر في القسم الفرنسي لصحيفة «الطريق الجديد».
شارك في حملة «ضد التمديد وضد التوريث» عام 2010 والتي كانت ترفض التمديد لبن علي أو توريثه الحكم لأحد أفراد عائلته. كان من بين الموقعين على «نداء الـ100» في ديسمبر 2009 للمطالبة بإطلاق الحريات في تونس.
شارك أيضا في برنامج تحت المجهر على قناة الجزيرة بإنتاجه لوثائقي بعنوان «جالسون بين مقعدين» عن الفرنسيين من أصول عربية وذلك سنة 2007

## تغطيته للحرب في سوريا
كان بسام بونني أول صحفي دخل بوابة باب الهوى الحدودية بين تركيا وسوريا سنة 2012 كمراسل لقناة سكاي نيوز عربية وكان من بين الأوائل الذين دخلوا إلى مدينة الرقة السورية بعد سيطرة الجماعات المسلحة عليها.

## مؤلفاته
- باللغة الفرنسية: 2021، أيّام غير هادئة، (Jours intranquilles Chronique de 10 ans de révolutions arabes)، دار نيرفانا للنشر والتوزيع، ر.د.م.ك 9789938940497[15]
- باللغة العربية: 2024، عبارات الطوفان، دار نيرفانا للنشر والتوزيع، ر.د.م.ك 9789938531831[16]

## الحياة الشخصية
بسام بونني هو ابن النائب بالبرلمان التونسي «محمد بونني» (عن التيار الديمقراطي) وأخ النائب بالبرلمان التونسي أيضا «حسام بونني» (عن حزب نداء تونس).

## استقالته من هيئة الإذاعة البريطانية
صبيحة يوم 17 أكتوبر 2023، أعلن بسام بونني عبر صفحته الشخصية على ميتا فيسبوك أنه استقال من هيئة الإذاعة البريطانية بي بي سي وجاء في نص التدوينة "تقدمت صباح اليوم باستقالتي من هيئة الإذاعة البريطانية بي بي سي لما يحتمه عليّ الضمير المهني"، ويعزى ذلك بسبب التحيّز الذي مارسته هذه المؤسسة خلال عملية طوفان الأقصى.

## روابط خارجية
ركن بسام بونني في مجلة فورين بوليسي (بالإنجليزية Foreign Policy)
تقرير ميداني لدخول بسام بونني كأول صحفي لبوابة دار الهوى الحدودية بين سوريا وتركيا
تقرير ميداني لدخول بسام بونني لمدينة الرقة بعد سيطرة الجماعات المسلحة عليها
تقرير عن عائلة بسام بونني على موقع العربي الجديد